# 塞阿爾普湖 (阿爾高阿爾卑斯山脈)
47°23′57″N 10°20′22″E / 47.399279°N 10.339551°E

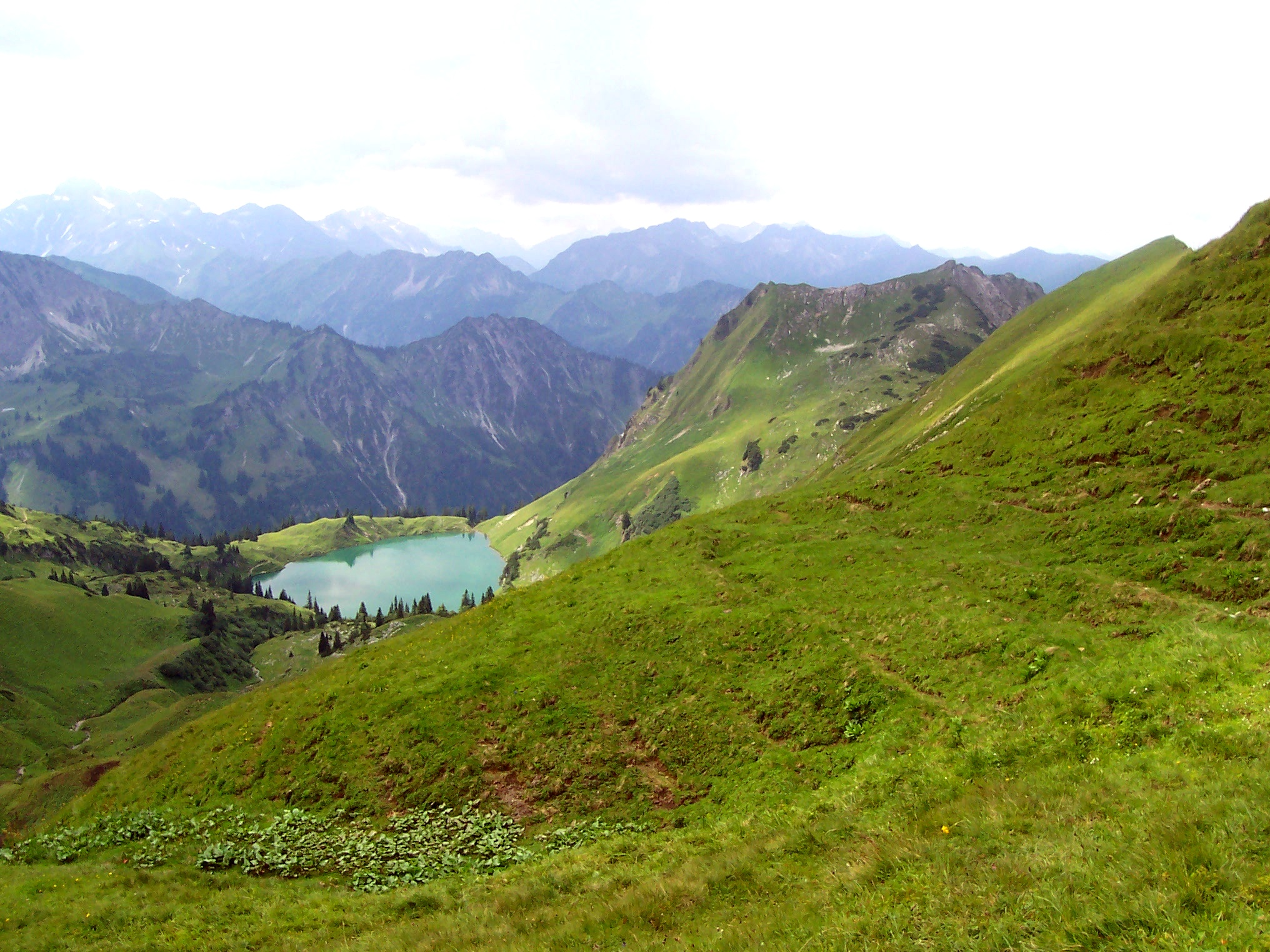

塞阿爾普湖（德語：Seealpsee），是德國的湖泊，位於該國東南部，由巴伐利亞州負責管轄，處於阿爾高阿爾卑斯山脈，面積0.08平方公里，海拔高度1,622米，最大水深42米。